# Zaloka
Zaloka je naselje v Občini Šentrupert. V vasi stoji cerkev sv. Neže.